# Bahnhof Eibau
Der Haltepunkt und Abzweigstelle Eibau (ehemals Bahnhof) ist eine Betriebsstelle der Bahnstrecke Oberoderwitz–Wilthen und der hier abzweigenden Bahnstrecke nach Mittelherwigsdorf auf dem Gebiet von Eibau in Sachsen. In der Hochzeit des Eisenbahnverkehrs war sie als Bahnhof für den Güter- und Personenzugverkehr mit sechs Gleisen und drei Bahnsteigen ausgestattet. Heute besitzt sie lediglich das durchgehende Hauptgleis mit Bahnsteig und eine Weiche für die Streckenverzweigung. Die Abzweigstelle wird aus dem elektronischen Stellwerk Bischofswerda gesteuert.
Einen Lokschuppen besaß der Bahnhof lediglich zur Anfangszeit, ein Kleinlokschuppen war nur bis in die 1930er Jahre vorhanden.

## Geschichte
Anfangs bestand der Bahnhof aus vier Gleisen vor dem zweieinhalbgeschossigen Empfangsgebäude, ein Rechteckbau, in dem der Fahrdienstleiter seinen Sitz hatte. Nachdem 1879 die Gleise aus Oberoderwitz den Bahnhof erreichten, wurde der Bahnhof auf fünf Gleise erweitert, von denen vier als Stumpfgleise ausgeführt waren. Damals zählten zum Bahnhof 15 Weichen, davon zwei Doppelkreuzungsweichen. Zwischen dem im Plan als Gleis 3 und Gleis 5 bezeichneten Gleisen lag damals Gleis 4, welches an der im Plan mit R bezeichneten Kopf- und Seitenladerampe endete. Davor befanden sich Gleiswaage und Lademaß. Gleis 3 führte in Richtung Norden zum Güterschuppen mit einer Ladebühne, Gleis 5 war neben der Ladestraße angeordnet. Vom Gleis 1 zweigte ein Gleis zum Lokschuppen ab, der heute nicht mehr existiert. Davor lag eine Drehscheibe mit einem Durchmesser von zwölf Metern. 1905 wurde das Empfangsgebäude durch einen zweigeschossigen Anbau ergänzt. 1907 wurde das mechanische Stellwerk der Bauart Jüdel errichtet. Dabei erhielt der Bahnhof die beiden Wärterstellwerke W1 und W3 an den jeweiligen Einfahrts-Weichengruppen.
1923 kam das zweite Streckengleis der Bahnstrecke Oberoderwitz–Wilthen hinzu. Dadurch kam es zum Umbau des Bahnhofes. Der Bahnhof besaß nun fünf durchführende Gleise, ein Stumpfgleis, insgesamt 22 Weichen, darunter vier Doppelkreuzungsweichen. 1935 erhielt er eine eigene Kleinlokomotive, sie wurde in einem Schuppen am Gleis 5 untergebracht. Der bisherige Lokschuppen wurde für eine Draisine verwendet, die Drehscheibe ausgebaut. 1936 endete der Einsatz der Kleinlokomotive wieder. 1939 entstand neben der Seitenladerampe ein zusätzliches Ladegleis, Gleis 6, für Militärtransporte.
Nach 1945 wurde als erstes das durchgehende Gleis 2 entfernt und die Bahnsteige angepasst. 1969 lagen im Bahnhof noch 14 Weichen, darunter drei Doppelkreuzungsweichen. 1970 wurde das Gleis 4 entfernt. Das Stellwerk W3 verlor 1972 seine Funktion und wurde in einen Schrankenposten umgewandelt. 1987/1988 gab es einen erneuten Bahnhofsumbau. Sämtliche mechanische Stellwerke wurden aufgelöst und durch ein elektromechanisches Stellwerk ersetzt. Seither besitzt der Bahnhof die in der Skizze angegebene Ausdehnung.
1995 fand die letzte Fahrt eines Güterzuges statt. Daraufhin wurde das Gleis 5 abgebaut und der Güterschuppen abgerissen. 2006 endete der Verkehr auf dem Streckenabschnitt nach Seifhennersdorf, die Strecke wurde jedoch nicht stillgelegt. Seit 2016 besteht die Betriebsstelle nur noch aus dem am Hausbahnsteig liegenden Gleis 1. Sämtliche Weichen und Ausweichgleise wurden zurückgebaut, sodass keine Zugkreuzungen mehr stattfinden können. Einzige Weiche ist die am Gleis 1 für den Abzweig nach Seifhennersdorf südlich des Bahnsteiges. Die Betriebsstelle ist seither ein kombinierter Haltepunkt mit Abzweigstelle.

## Bahnsteige
Der Bahnhof hatte zwei Bahnsteige, den Hausbahnsteig am Gleis 1 und den Zwischenbahnsteig für die Strecke Mittelherwigsdorf–Varnsdorf–Eibau. Während der Zweigleisigkeit der Strecke Oberoderwitz–Wilthen wurde dieser Bahnsteig für das Gleis 2 mitverwendet. Alle Gleise waren vom Empfangsgebäude über einen Bahnübergang erreichbar. Gegenwärtig besitzt der Haltepunkt nur noch den Hausbahnsteig. Der Inselbahnsteig wurde mit dem Rückbau der Gleisanlagen 2016 entfernt.

## Verkehr
Zur Anfangszeit wurde der Bahnhof im Personenverkehr rege genutzt. 1874 verkehrten auf der Strecke Mittelherwigsdorf–Varnsdorf–Eibau täglich fünf Personenzugpaare. 1892 verkehrten auf der Strecke Oberoderwitz–Wilthen täglich sieben Personenzugpaare.
1935 verkehrten auf der Strecke Mittelherwigsdorf–Varnsdorf–Eibau elf Züge, zusätzlich drei Züge lediglich bis Seifhennersdorf. Im Sommerfahrplan 1960 wurden für die Strecke Mittelherwigsdorf–Varnsdorf–Eibau neun Züge und für die Strecke Oberoderwitz–Wilthen 13 Züge aufgeführt. Eilzüge fuhren in Eibau durch.
Eibau wird im Fahrplanjahr 2022 von Regionalzügen des Trilex der Linie RB 61 Dresden–Zittau im Zweistundentakt bedient.